# Duninia darvishi
Espèce
Duninia darvishi est une espèce d'araignées aranéomorphes de la famille des Hersiliidae.

## Distribution
Cette espèce est endémique d'Iran. 

## Publication originale
- Mirshamsi, Marusik & Jamili, 2013 : The spider family Hersiliidae Thorell, 1870 (Arachnida: Araneae) in Iran. Zoology in the Middle East, vol. 59, no 4, p. 347-352.